# Фуланг
Фуланг (фр. Foulangues) насеље је и општина у североисточној Француској у региону Пикардија, у департману Оаза која припада префектури Санлис.
По подацима из 2011. године у општини је живело 199 становника, а густина насељености је износила 38,79 становника/km². Општина се простире на површини од 5,13 km². Налази се на средњој надморској висини од 70 метара (максималној 119 m, а минималној 42 m).

## Демографија
| 1962. | 1968. | 1975. | 1982. | 1990. | 1999. | 2011. |
| ----- | ----- | ----- | ----- | ----- | ----- | ----- |
| 75    | 81    | 90    | 128   | 176   | 167   | 199   |

График промене броја становника у току последњих година